# Marströmmen

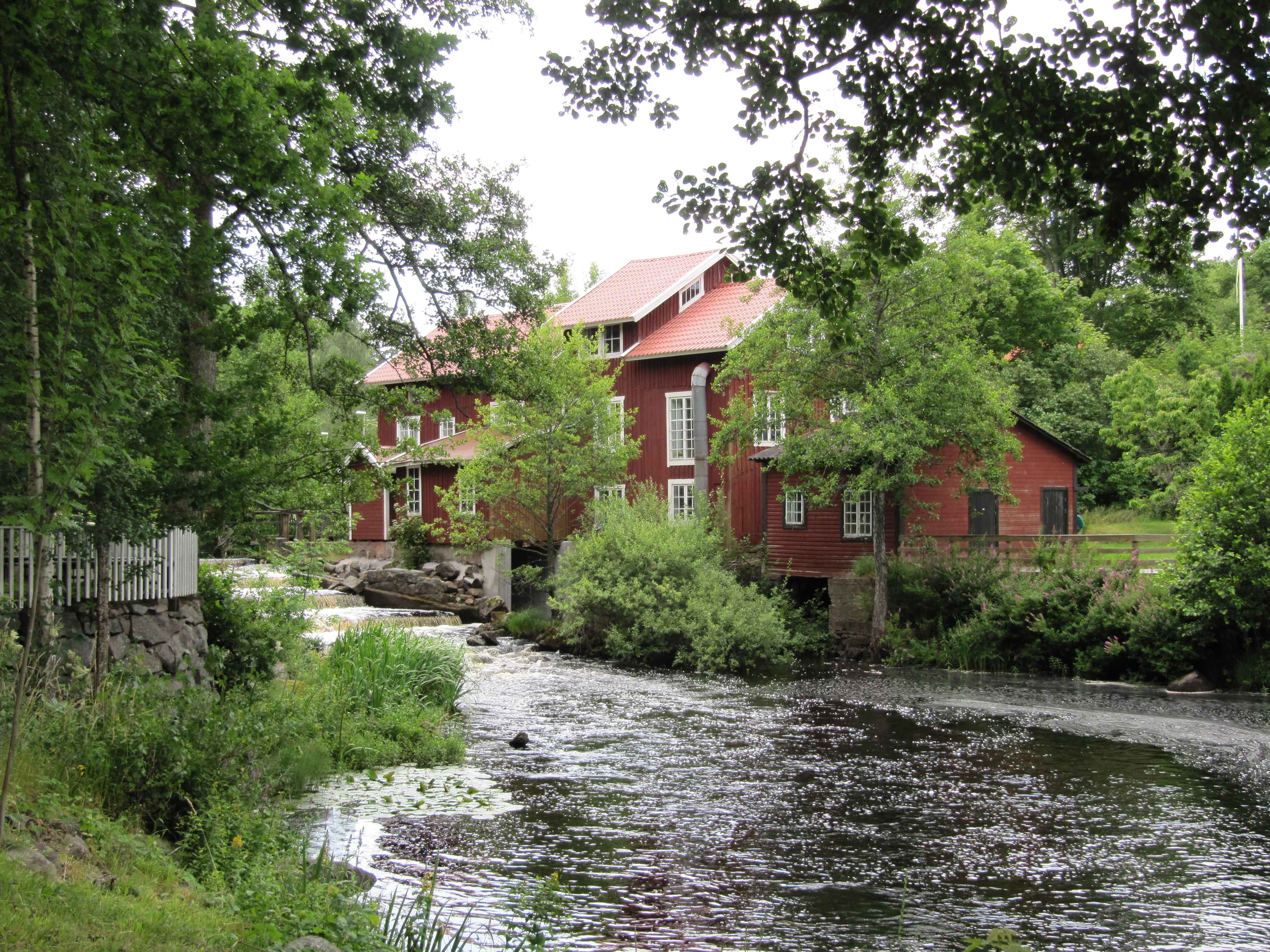
Marströmmen forsar genom Mörtfors.

Marströmmen är ett vattendrag i Småland. Marströmmen har en utbredning från Tunabygden i nordöstra Småland till utloppet i Gåsfjärden vid Solstadström. Avrinningsområdet ligger främst inom Vimmerby, Västervik och Oskarshamns kommuner men går även in en liten bit i Hultsfreds kommun. Den enda större tätorten i området är Tuna, en annan något mindre ort i området är Ishult. Marströmmens källflöden är belägna vid sjön Grindeln nordväst om sjön Möckeln i Vimmerby kommuns sydöstra del. Vattnet rinner genom Tunasjön och vatten från Gissjön ansluter i Slissjön. Avrinningsområdets nedre del består av två korsande sprickdalar. Den nordsydliga sprickdalen utgör huvudfåran i Marströmmens avrinningsområde. I Marströmmen finns sju sjöar och 15 vattendrag. Sjöytan i området är relativt stor (6 %). Fallhöjden i strömmen är 123 meter och i huvudfåran nedströms Dunsjön finns ett vattenkraftverk. Barrskog dominerar i omgivningarna, men utmed sjöarnas och vattendragens stränder finns lundar och skogar med stort lövinslag (totalt 70 %). Jordbruksmarkens andel är relativt låg (9 %).